# Fernando Redondo
Fernando Carlos Redondo Neri (ur. 6 czerwca 1969 w Buenos Aires) – argentyński piłkarz występujący na pozycji defensywnego pomocnika.
Uważany za jednego z najlepszych i najbardziej eleganckich pomocników w historii futbolu.

## Kariera klubowa
Treningi piłkarskie zaczynał w klubie Taleres Remedios, skąd przeszedł do Argentinos Juniors. W barwach Argentinos zaliczył swój ligowy debiut w wieku zaledwie 16 lat, w pierwszym składzie zaczął grać dwa lata później, zajmując stałe miejsce na środku pomocy.
W 1990 został piłkarzem CD Tenerife, dokąd ściągnął go jego rodak, a późniejszy teść Jorge Solari. W 1994 został zawodnikiem Realu Madryt, lecz zanim transfer do skutku, Królewscy dwa razy z rzędu stracili tytuł mistrza Hiszpanii na rzecz FC Barcelona, przegrywając w ostatniej kolejce sezonu swoje mecze z Teneryfą, w barwach której grał Redondo.. Do Madrytu przeniósł się wraz ze swoim trenerem - Jorge Valdano. Mimo niesnasek z przeszłości, Argentyńczyk z miejsca stał się ulubieńcem kibiców, a Real już w pierwszym sezonie jego gry odzyskał tytuł mistrzostwo kraju. W 1997 roku pod wodzą Fabio Capello zdobył swój drugi tytuł mistrza Hiszpanii, a rok później sięgnął po swój pierwszy puchar Ligi Mistrzów. Dowodzony przez Redondo, Real, pokonał w finałowym spotkaniu faworyzowany Juventus Turyn (1-0), a on sam zaliczył świetne spotkanie neutralizując francuza Zinedine Zidanea. W 2000 roku Królewscy dołożyli do gablocie swój ósmy Puchar Mistrzów, a Redondo wraz ze Stevenem McManamanem stworzył żelazny duet w środku pola.. Ówczesny trener zespołu Vincente del Bosque przestawił zespół na ustawienie 1-5-3-2, co dało Argentyńczykowi ogromną swobodę w środku pola.
Potwierdzeniem talentu Redondo była akcja, którą przeprowadził w ćwierćfinałowym spotkaniu przeciwko Manchesterowi United (3-2); ograł Henniga Berga, przepuszczając piłkę piętą między jego nogami, po czym wyłożył ją znajdującemu się przed pustą bramką Raulowi. Podczas pobytu w Madrycie otrzymał przydomek El Principe (pol. Książę), a w 2017 roku został wybrany do najlepszej jedenastki w historii klubu w plebiscycie gazety „Marca”.
Latem 2000 roku po zwycięstwie Florentino Péreza w wyborach na prezesa Realu Madryt został sprzedany do AC Milan za kwotę 17,5 mln euro. Na debiut w nowych barwach czekał dwa lata, co było spowodowane kontuzją (zerwaniem więzadła w kolanie), którego doznał na jednym z pierwszych treningów w klubie. W czasie rekonwalescencji nie pobierał od klubu wynagrodzenia, zrezygnował też z klubowego samochodu i mieszkania. W 2003 jako piłkarz Milanu powrócił na Estadio Santiago Bernabeu, zwieńczony owacją na stojąco od madryckich kibiców.
W 2004 roku zakończył karierę piłkarską.

## Kariera reprezentacyjna
W 1992 zadebiutował w reprezentacji Argentyny w spotkaniu przeciwko Australii, choć mogło stać się to dużo wcześniej. Selekcjoner Carlos Bilardo zaproponował Redondo miejsce w składzie na Mistrzostwa Świata 1990, lecz on sam odmówił, tłumacząc się koniecznością zdania egzaminów na uczelni. W 1992 zdobył z reprezentacją Puchar Konfederacji, a rok później zwyciężył w Copa America 1993. W 1994 wystąpił we wszystkich spotkaniach Argentyny na Mistrzostwach Świata w USA, docierając do 1/8 finału, w których silniejsza okazała się Rumunia (2-3). Jego kariera reprezentacyjna wygasła wraz z przejęciem kadry przez Daniela Passarellę, który nie powoływał do reprezentacji piłkarzy z długimi włosami.. Redondo nie zdecydował się na obcięcie swoich, przez co ominęły go Mistrzostwa Świata 1998 we Francji. W 1999 zaliczył powrót do reprezentacji, powołany przez Marcelo Bielsę, na towarzyskie mecze z Holandią i Brazylią. Po tych spotkaniach zrezygnował z dalszego reprezentowania kraju.
Łącznie w reprezentacji narodowej rozegrał 29 spotkań i zdobył jednego gola.

## Życie prywatne
Żonaty z Natalią, kuzynką argentyńskiego piłkarza Santiago Solariego. Jego teściem jest Jorge Solari, jego trener z CD Teneryfe. Ma dwóch synów i córkę. 

## Statystyki

### Klubowe
| Klub               | Sezon     | Liga  | Liga | Puchar | Puchar | Międzynarodowe | Międzynarodowe | Inne  | Inne | Łącznie | Łącznie |
| Klub               | Sezon     | Mecze | Gole | Mecze  | Gole   | Mecze          | Gole           | Mecze | Gole | Mecze   | Gole    |
| ------------------ | --------- | ----- | ---- | ------ | ------ | -------------- | -------------- | ----- | ---- | ------- | ------- |
| Argentinos Juniors | 1985/86   | 1     | 0    | 0      | 0      | 0              | 0              | —     | —    | 1       | 0       |
| Argentinos Juniors | 1986/87   | 0     | 0    | 0      | 0      | 0              | 0              | 0     | 0    | 0       | 0       |
| Argentinos Juniors | 1987/88   | 14    | 0    | 0      | 0      | —              | —              | —     | —    | 14      | 0       |
| Argentinos Juniors | 1988/89   | 36    | 0    | 0      | 0      | 0              | 0              | 0     | 0    | 36      | 0       |
| Argentinos Juniors | 1989/90   | 14    | 1    | 0      | 0      | 0              | 0              | 0     | 0    | 14      | 1       |
| Argentinos Juniors | Łącznie   | 65    | 1    | 0      | 0      | 0              | 0              | 0     | 0    | 65      | 1       |
| CD Tenerife        | 1990/91   | 23    | 1    | 0      | 0      | 0              | 0              | 0     | 0    | 23      | 1       |
| CD Tenerife        | 1991/92   | 32    | 2    | 0      | 0      | 0              | 0              | 0     | 0    | 32      | 2       |
| CD Tenerife        | 1992/93   | 20    | 4    | 0      | 0      | 0              | 0              | 0     | 0    | 20      | 4       |
| CD Tenerife        | 1993/94   | 28    | 1    | 0      | 0      | 4              | 0              | 0     | 0    | 32      | 1       |
| CD Tenerife        | Łącznie   | 103   | 8    | 0      | 0      | 4              | 0              | 0     | 0    | 107     | 8       |
| Real Madryt        | 1994/95   | 23    | 1    | 0      | 0      | 3              | 1              | 0     | 0    | 26      | 2       |
| Real Madryt        | 1995/96   | 23    | 2    | 2      | 0      | 4              | 0              | 1     | 0    | 30      | 2       |
| Real Madryt        | 1996/97   | 33    | 1    | 6      | 0      | 0              | 0              | 0     | 0    | 39      | 1       |
| Real Madryt        | 1997/98   | 33    | 0    | 2      | 0      | 11             | 0              | 0     | 0    | 46      | 0       |
| Real Madryt        | 1998/99   | 23    | 0    | 2      | 0      | 7              | 0              | 2     | 0    | 34      | 0       |
| Real Madryt        | 1999/2000 | 30    | 0    | 5      | 0      | 15             | 0              | 3     | 0    | 53      | 0       |
| Real Madryt        | Łącznie   | 165   | 4    | 17     | 0      | 37             | 1              | 6     | 0    | 225     | 5       |
| A.C. Milan         | 2000/01   | —     | —    | —      | —      | —              | —              | —     | —    | —       | —       |
| A.C. Milan         | 2001/02   | —     | —    | —      | —      | —              | —              | —     | —    | —       | —       |
| A.C. Milan         | 2002/03   | 8     | 0    | 6      | 0      | 5              | 0              | 0     | 0    | 19      | 0       |
| A.C. Milan         | 2003/04   | 8     | 0    | 5      | 0      | 1              | 0              | 0     | 0    | 14      | 0       |
| A.C. Milan         | Łącznie   | 16    | 0    | 11     | 0      | 6              | 0              | 0     | 0    | 33      | 0       |
| Łącznie            | Łącznie   | 349   | 13   | 28     | 0      | 47             | 1              | 6     | 0    | 430     | 14      |

## Sukcesy

### Klubowe

#### Real Madryt
- Mistrzostwo Hiszpanii: 1994/95, 1996/97
- Superpuchar Hiszpanii: 1997
- Liga Mistrzów UEFA: 1997/98, 1999/2000
- Puchar Interkontynentalny: 1998

#### AC Milan
- Mistrzostwo Włoch: 2003/04
- Puchar Włoch: 2002/03
- Liga Mistrzów UEFA: 2002/03
- Superpuchar Europy UEFA: 2003

### Reprezentacyjne

#### Argentyna
- Copa América: 1993
- Puchar Konfederacji: 1992
- Mistrzostwo Ameryki Południowej U-17: 1985

### Indywidualnie
- Puchar Konfederacji: Złota Piłka dla najlepszego gracza 1992
- Real Madryt piłkarz sezonu: 1996–1997, 1999–2000
- ESM Drużyna roku: 1997–98
- Piłkarz roku UEFA: 1999–2000
- W latach 1999–2000 uznany za najbardziej wartościowego gracza na świecie przez UEFA.